# Association de l'alliance patriotique
 (août 2023).

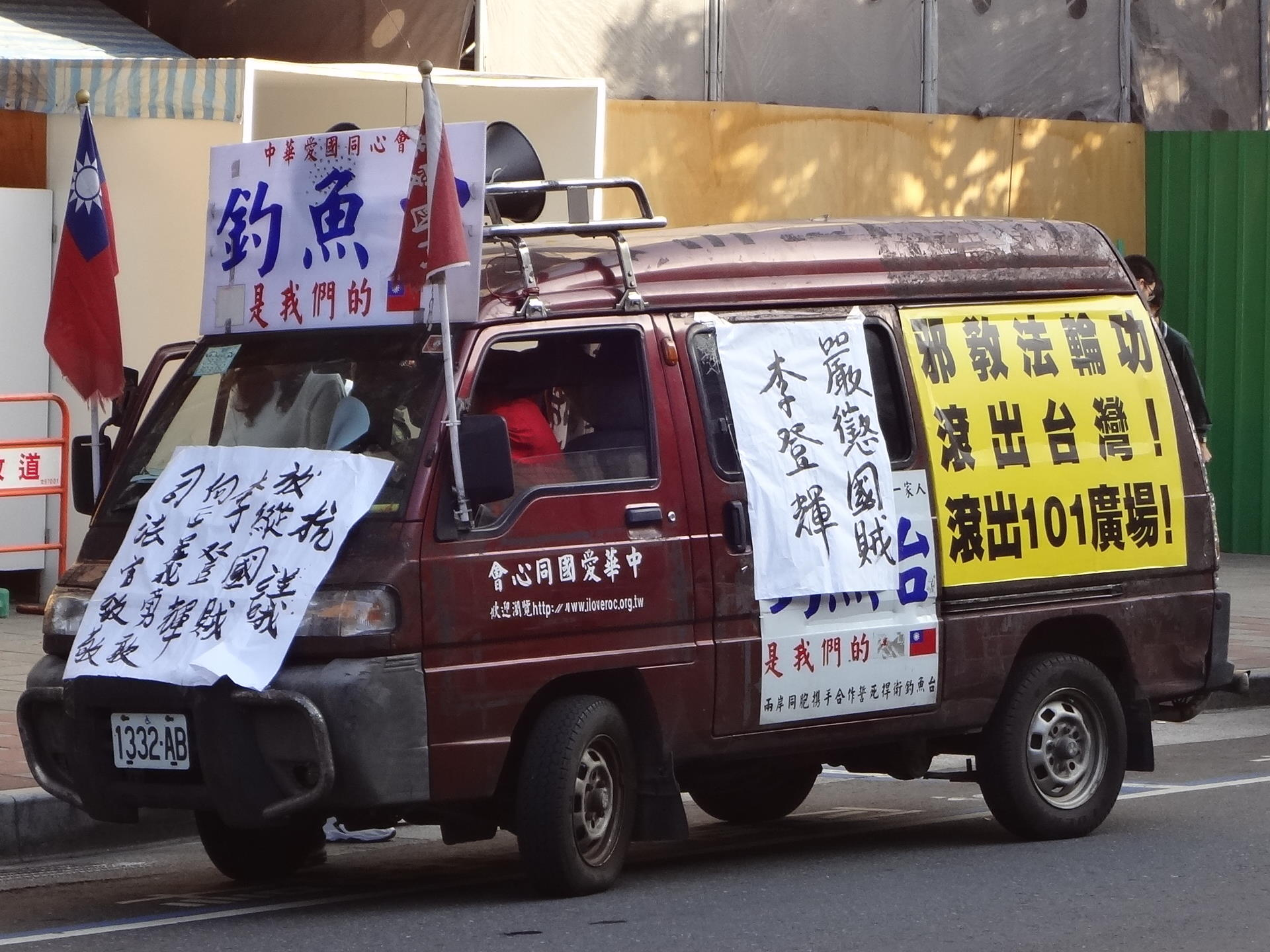
Camion sonore appartenant à l'association de l'alliance patriotique, avec des slogans anti-Falun Gong et anti- Lee Teng-hui, et déclarant que les îles Senkaku (Diaoyu) appartiennent à la Chine.

L'association de l'alliance patriotique (chinois : 愛國同心會), abrégée PAA, également connue sous le nom d'Alliance du patriotisme concentrique (chinois : 中華愛國同心會) ou d'Association du patriotisme concentrique de Chine est une organisation taïwanaise pro-communiste établie à Taipei qui soutient l'unification de Taïwan et de la Chine.
L'organisation a été fondée en 1993 et a fait l'objet de multiples plaintes publiques pour harcèlement et agression. Pour cette raison, ses membres ont été officieusement qualifiés de « voyous communistes de Taïwan ». Des membres de l'AAP ont déjà attaqué des pratiquants de Falun Gong devant la place Taipei 101 en 2010.
Zhang Xiuye (張秀葉) est un membre fondateur de l'Association de l'alliance patriotique chinoise. Elle est née à Shanghai, a épousé un Taïwanais et s'est ensuite installée à Taïwan vers 1993, après quoi elle et son mari ont divorcé. Selon certaines sources, Zhang est considérée comme le leader de l'AAP. Elle a été poursuivie à Taïwan pour diffamation aggravée.
Un autre membre de la PAA est Su An-sheng (蘇安生), d'origine vietnamienne, qui aurait donné un coup de pied dans le dos de l'ancien président de Taïwan, Chen Shui-bian,,.